# Acido rodizonico
L'acido rodizonico è un composto chimico di formula C6H2O6 oppure (CO)4(COH)2. Si può considerare come un enolo doppio e un chetone quadruplo del cicloesene.

## Sintesi
L'acido rodizonico è spesso ottenuto nella forma diidrata C6H2O6.2H2O. Quest'ultimo in realtà è il 2,3,5,5,6,6-esaidrossicicloesa-2-ene-1,4-dione, dove due dei gruppi chetonici sono sostituiti da due paia di dioli geminali. L'acido anidro, altamente igroscopico e di colore tra l'arancione e il rosso scuro, può essere ottenuto sublimando a bassa pressione il diidrato.

## Reattività
Come molti altri enoli, l'acido rodizonico può cedere protoni (H+) in presenza di ossidrili (pKa1 = 4,378±0,009, pKa2 = 4,652±0,014 a 25 °C), dando luogo all'anione idrogenorodizonato C6HO−6 e all'anione rodizonato C6O2−6. Quest'ultimo è simmetrico e aromatico, dato che i legami doppi e le cariche negative sono delocalizzate ed equamente distribuite tra i sei gruppi carbonilici. I rodizonati tendono ad avere varie sfumature di rosso, dal giallognolo al viola.

## Applicazioni
L'acido rodizonico è impiegato in saggi qualitativi per bario, piombo ed altri metalli.  In particolare, il test del sodio rodizonato può essere utilizzato per rilevare i residui di sparo (che contengono piombo) nelle mani, e per distinguere le ferite causate da frecce da quelle dovute ad arma da fuoco in ambito di caccia.